# Rafael Igarzábal
Rafael Segundo Igarzábal (Provincia de Córdoba, Argentina, 28 de abril de 1843 — Buenos Aires, 26 de diciembre de 1900) fue un editor, escritor y político argentino,  dos veces senador nacional: entre 1877 y 1886 por la provincia de San Juan, y entre 1892 y 1900 por la ciudad de Buenos Aires. Así mismo, fue fundador del diario bonaerense La Constitución.

## Semblanza

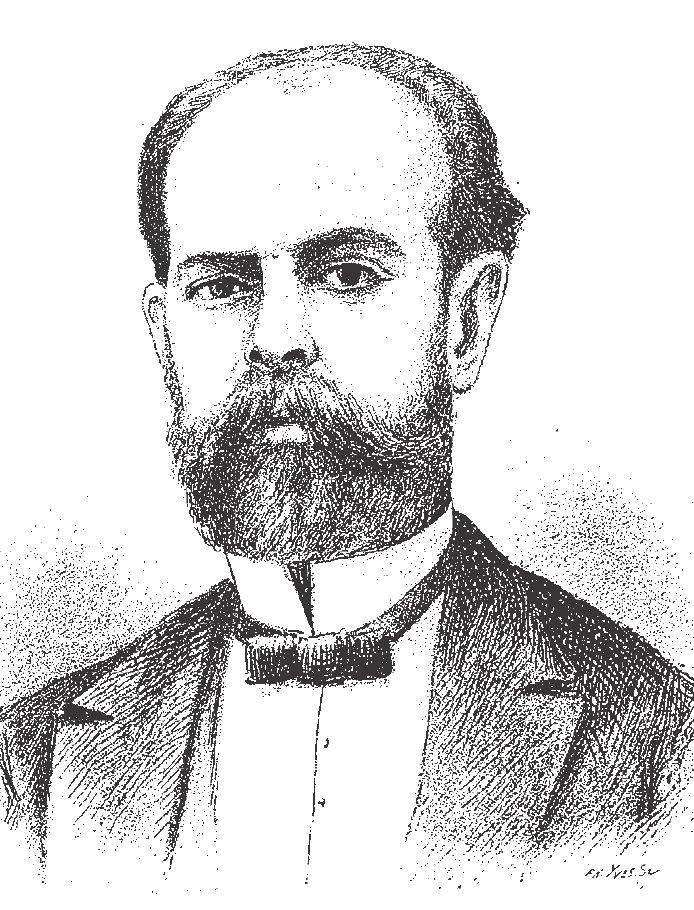
Rafael Igarzábal. Grabado de la obra "América y España en la Exposición Universal de París de 1889" (1890).

Rafael Igarzábal nació en Córdoba (provincia argentina) en 1843. Se educó en San Juan, y muy joven aún, comenzó su intensa vida política. En el año 1872 fue elegido Diputado, habiendo formado parte de las Cámaras Provinciales con anterioridad.
Tras cuatro años representando a su distrito en la Cámara Nacional, se presentó por la provincia de San Juan al Senado en 1877, permaneciendo en esta cámara hasta 1886. Durante este período, pronunció elocuentes discursos sobre derecho político, comercio y economía.
Fundó el diario La Constitución, y fue el autor de la obra titulada La Estadística y Geografía de la Provincia de San Juan (Premio de Honor en la Exposición celebrada en Córdoba en 1872).
Intervino activamente en la reconstitución del Partido Nacional, contribuyendo a asentar las bases de las evoluciones pacíficas que lo mantuvieron en el poder desde 1890. Congresal en 1880, tomó parte en los grandes debates de este período, y más tarde, al tratarse las leyes de educación laica y del matrimonio y registro civil, fue uno de los más destacados ponentes del Partido Católico, destacándose por su eficaz oratoria.
Fue el iniciador de la denominada política del acuerdo, que se puso en práctica a partir de 1890 como transacción entre los diversos partidos que se disputaban el gobierno. Sobre la base de una liga entre los partidarios del general Mitre y del general Roca, desembocó en las presidencias de los doctores Luis Sáenz Peña y José Evaristo Uriburu.
Formó parte de la Delegación de la República Argentina enviada a la Exposición Universal de París (1889).
En 1892 sería de nuevo elegido senador nacional, esta vez por la ciudad de Buenos Aires, cargo que ocupó hasta su muerte en diciembre de 1900.
En 1896 fue designado como Presidente de la Cruz Roja Argentina hasta 1899.